# Ритм-гітара
Ритм-гітара (англ. rhythm guitar) — термін на позначення використання гітари для акордового ритмічного акомпанементу в музичному ансамблі. Ритм-гітари отримали широке використання в різних напрямках сучасної популярної музики, включаючи кантрі, блюз, рок-н-рол, павер-поп, хеві-метал. 
Функція ритм-гітариста у сучасному ансамблі полягає з одного боку у виконанні гармонічної послідовності, а з іншого — у підтримці ритмічної складової разом з іншими інструментами ритм-секції. Партії ритм-гітари зазвичай звучать фоном; останній, втім, грає істотну роль у формуванні структури композиції, задає загальний мотив (створюючи у такий спосіб звукову платформу для соло-гітари і бас-гітари), а також — з ударними — формує біт, її ритмічну складову. 
Для більшої частини комерційної музики як ритм-гітару використовують електрогітару; проте акустичні гітари продовжують широко використовуватися в фольку, кантрі-енд-вестерн і особливо блюграссі.
Протилежністю ритм-гітари з точки зору її ролі в ансамблі є соло-гітара, що виконує сольні епізоди.